# Sangatte
Sangatte és un municipi francès situat al departament del Pas de Calais i a la regió dels Alts de França. L'any 2007 tenia 4.549 habitants.

## Demografia

### Població
El 2007 la població de fet de Sangatte era de 4.549 persones. Hi havia 1.767 famílies de les quals 445 eren unipersonals (185 homes vivint sols i 260 dones vivint soles), 470 parelles sense fills, 690 parelles amb fills i 162 famílies monoparentals amb fills.
La població ha evolucionat segons el següent gràfic:
Habitants censats

### Habitatges
El 2007 hi havia 2.130 habitatges, 1.794 eren l'habitatge principal de la família, 192 eren segones residències i 144 estaven desocupats. 1.816 eren cases i 276 eren apartaments. Dels 1.794 habitatges principals, 1.076 estaven ocupats pels seus propietaris, 684 estaven llogats i ocupats pels llogaters i 35 estaven cedits a títol gratuït; 26 tenien una cambra, 110 en tenien dues, 213 en tenien tres, 470 en tenien quatre i 976 en tenien cinc o més. 1.272 habitatges disposaven pel capbaix d'una plaça de pàrquing. A 810 habitatges hi havia un automòbil i a 745 n'hi havia dos o més.

### Piràmide de població
La piràmide de població per edats i sexe el 2009 era:
| Homes | Edats   | Dones |
| ----- | ------- | ----- |
| 0     | 95 o +  | 4     |
| 4     | 90 a 94 | 10    |
| 17    | 85 a 89 | 16    |
| 17    | 80 a 84 | 63    |
| 32    | 75 a 79 | 78    |
| 54    | 70 a 74 | 70    |
| 93    | 65 a 69 | 108   |
| 62    | 60 a 64 | 84    |
| 71    | 55 a 59 | 101   |
| 136   | 50 a 54 | 122   |
| 176   | 45 a 49 | 132   |
| 176   | 40 a 44 | 225   |
| 176   | 35 a 39 | 168   |
| 119   | 30 a 34 | 173   |
| 144   | 25 a 29 | 117   |
| 92    | 20 a 24 | 123   |
| 212   | 15 a 19 | 132   |
| 201   | 10 a 14 | 187   |
| 179   | 5 a 9   | 171   |
| 107   | 0 a 4   | 74    |

## Economia
El 2007 la població en edat de treballar era de 3.041 persones, 2.148 eren actives i 893 eren inactives. De les 2.148 persones actives 1.905 estaven ocupades (1.053 homes i 852 dones) i 243 estaven aturades (97 homes i 146 dones). De les 893 persones inactives 266 estaven jubilades, 339 estaven estudiant i 288 estaven classificades com a «altres inactius».

### Ingressos
El 2009 a Sangatte hi havia 1.848 unitats fiscals que integraven 4.852,5 persones, la mediana anual d'ingressos fiscals per persona era de 18.354 €.

### Activitats econòmiques
Dels 140 establiments que hi havia el 2007, 1 era d'una empresa extractiva, 2 d'empreses alimentàries, 3 d'empreses de fabricació d'altres productes industrials, 13 d'empreses de construcció, 30 d'empreses de comerç i reparació d'automòbils, 7 d'empreses de transport, 16 d'empreses d'hostatgeria i restauració, 2 d'empreses financeres, 6 d'empreses immobiliàries, 11 d'empreses de serveis, 40 d'entitats de l'administració pública i 9 d'empreses classificades com a «altres activitats de serveis».
Dels 27 establiments de servei als particulars que hi havia el 2009, 1 era una oficina bancària, 3 tallers de reparació d'automòbils i de material agrícola, 1 autoescola, 3 paletes, 1 guixaire pintor, 2 lampisteries, 1 empresa de construcció, 4 perruqueries, 8 restaurants, 1 agència immobiliària, 1 tintoreria i 1 saló de bellesa.
Dels 10 establiments comercials que hi havia el 2009, 1 era una gran superfície de material de bricolatge, 2 botiges de menys de 120 m², 2 fleques, 2 carnisseries, 1 una peixateria, 1 una botiga d'electrodomèstics i 1 una joieria.
L'any 2000 a Sangatte hi havia 11 explotacions agrícoles.

## Equipaments sanitaris i escolars
L'únic equipament sanitari que hi havia el 2009 era una farmàcia.
El 2009 hi havia 1 escola maternal i 2 escoles elementals. Sangatte disposava d'un col·legi d'educació secundària amb 462 alumnes.

## Poblacions més properes
El següent diagrama mostra les poblacions més properes.